# Bewijs (strafrecht)

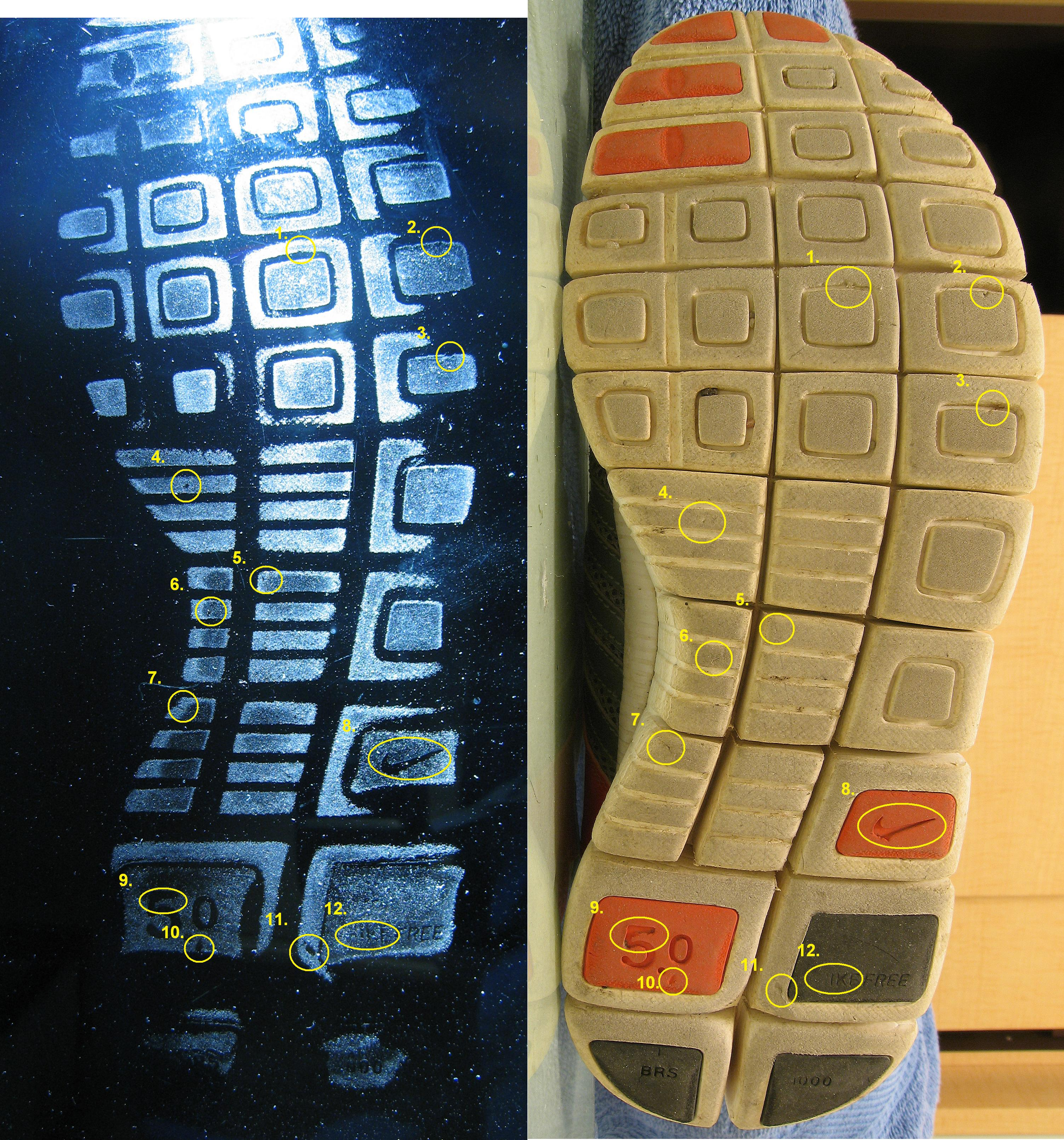
Links: voetafdruk op de plaats delict. Rechts: schoen van de verdachte. Rondjes geven de overeenkomsten aan: bewijs dat de schoen van de verdachte op de plaats delict was.

Bewijs is in het strafrecht de informatie die aantoont dat de verdachte datgene heeft gedaan waarvan hij beschuldigd wordt. De beschuldiging staat normaal gesproken in de tenlastelegging, opgesteld door de Officier van Justitie als vertegenwoordiger van de staat.
Voldoende bewijs maakt van de beschuldiging, een hypothese, een juridische waarheid op basis waarvan de beschuldigde persoon door een rechter kan worden veroordeeld en een straf kan worden opgelegd. 
Bewijs speelt ook in het burgerlijk recht een belangrijke rol. Als een partij in een procedure een bepaalde stelling poneert of standpunt inneemt, mag een rechter daar alleen van uit gaan als het gestelde is bewezen.
Beginselen van bewijsrecht zijn bedoeld om burgers te beschermen tegen willekeur, ze zijn al in de oudheid bekend, bijvoorbeeld in de Codex Hammurabi.

## Bewijsmiddelen
Een bewijs kan onder meer bestaan uit:
- Sprekende getuigen:
  - verklaringen van mensen die vertellen wat ze hebben gezien of gehoord. Die kan bestaan uit:
    - proces-verbaal van een politieagent of andere opsporingsambtenaar
    - aangifte van slachtoffers
    - getuigenverklaringen
    - verklaring van de verdachte zelf,

  - verklaringen van deskundigen
- Stille getuigen:
  - schriftelijke documenten, foto's, geluids- en beeldopnamen
  - voorwerpen, die aanwijzingen omtrent de toedracht bevatten, bijvoorbeeld een moordwapen, enzovoort

Aan de hand van de bewijsmiddelen moet de toedracht worden aangetoond.

## Bewijsstelsels
In het strafrecht is er een indeling te maken in wettelijke bewijsstelsels en vrije bewijsstelsels. Het gehanteerde bewijsstelsel bepaalt hoeveel vrijheid een rechter heeft om te beoordelen wat de waarde is van het ter zitting gepresenteerde bewijs.
- Wettelijke bewijsstelsels: de rechter is gebonden aan in de wet verankerde bewijsregels.
  - Positief-wettelijk bewijsstelsel, een limitatief en sluitend systeem van bewijsregels dat automatisch leidt tot een wel of niet bewezenverklaring.
  - Negatief-wettelijk bewijsstelsel, een limitatief systeem van bewijsregels dat wel automatisch leidt tot vrijspraak (wanneer niet is voldaan aan de minimale wettelijke bewijseisen) maar niet automatisch tot bewezenverklaring. Dit stelsel wordt in Nederland gehanteerd.
- Vrije bewijsstelsels: de beoordeling van de waarde van het bewijs is niet in de wet verankerd maar wordt aan de rechter overgelaten.
  - Stelsel der conviction intime: de rechter hoeft er alleen persoonlijk van overtuigd te zijn (subjectieve overtuiging) dat het bewijs wel of niet voldoende is, en hoeft dit oordeel niet te motiveren. Juryrechtspraak wordt door dit stelsel gekenmerkt.
  - Stelsel der conviction raisonnée: de rechter moet er op basis van algemeen aanvaarde wetenschappelijke inzichten en ervaringsfeiten (objectieve overtuiging) van overtuigd zijn dat het bewijs wel of niet voldoende is en zijn beoordeling van het bewijs motiveren in het vonnis.

## Nederlands strafrecht

### Wettig en overtuigend
Volgens het Nederlandse strafrecht kan iemand alleen veroordeeld worden als er
wettig en overtuigend bewijs aanwezig is voor zijn of haar schuld. Hierbij zijn wettig en overtuigend twee verschillende begrippen. Het is dus mogelijk dat het bewijs wettig is, maar niet overtuigend en het is ook mogelijk dat het bewijs overtuigend is, maar niet wettig. In beide gevallen zal er vrijspraak moeten volgen.
De genoemde begrippen hebben de volgende betekenis:
- wettig bewijs: het bewijs voldoet aan de wettelijke eisen; er zijn geen redenen waarom de rechter moet besluiten dat bepaalde gegevens niet mogen bijdragen aan het bewijs van het tenlastgelegde feit; er is voldaan aan het wettelijke bewijsminimum.
- overtuigend bewijs: de rechter is persoonlijk door het bewijs overtuigd dat de verdachte inderdaad datgene heeft gedaan waarvan hij of zij beschuldigd wordt.

Een paar voorbeelden kunnen dit verduidelijken.
Wel wettig, niet overtuigend

Iemand werd verdacht van het veroorzaken van een dodelijk ongeluk. De verdachte bekende, maar werd toch vrijgesproken. De rechtbank concludeerde:
"Hoewel er voldoende wettig bewijs is in de vorm van de bekentenis van verdachte en verschillende belastende getuigenverklaringen, acht de rechtbank dit bewijs niet overtuigend. Er zijn ook aanwijzingen en verklaringen in het dossier, die er op wijzen dat een ander dan verdachte ten tijde van het tenlastegelegde feit de bestuurder van de Renault tractor is geweest, en dat verdachte de schuld op zich neemt." (ECLI:NL:RBARN:2004:AO2511)
Wel overtuigend, niet wettig 

Een situatie waarin er simpelweg te weinig bewijs is, het bewijs bestaat bijvoorbeeld alleen uit een (geloofwaardige) verklaring van het slachtoffer. De rechter zal overigens nooit laten blijken dat hij overtuigd is van de schuld van de verdachte, als er te weinig bewijs blijkt te zijn voor een veroordeling.

### Categorieën wettige bewijsmiddelen
In het Wetboek van Strafvordering worden vijf categorieën van wettige bewijsmiddelen genoemd (artikel 339):
1. eigen waarneming van de rechter
2. verklaringen van de verdachte
3. verklaringen van een getuige
4. verklaringen van een deskundige
5. schriftelijke bescheiden

Foto's, films, geluidsbanden, dvd's, etc. maar ook het moordwapen worden niet genoemd en kunnen dus niet rechtstreeks als wettig bewijsmiddel dienen. Ze kunnen wel ter zitting aan de rechter zijn getoond en vallen dan onder de eigen waarneming van de rechter. Ook is het mogelijk dat ze in een proces-verbaal zijn beschreven.

### Onwettig verkregen bewijs
In het Wetboek van Strafvordering staan de eisen waaraan het bewijs moet voldoen (artikel 338-344a). Als het bewijs door een vormverzuim is verkregen en dit niet meer kan worden hersteld, bepaalt artikel 359a welke van de volgende maatregelen kán worden toegepast:

- er volgt strafvermindering,
- het bewijs wordt genegeerd, mogelijk wordt de verdachte veroordeeld op grond van ander bewijs.
- het openbaar ministerie wordt niet-ontvankelijk verklaard, en dan vervalt de hele zaak.

## Belgisch strafrecht

### Bewijslast
De bewijslast (wie moet het bewijs leveren?) ligt in België op het Openbaar Ministerie.
Het OM moet het bewijs leveren van alle wettelijke bestanddelen van het misdrijf, zowel het materieel als moreel. Expliciteert de wet het moreel bestanddeel niet, dan volstaat het dat het OM het bewijs levert van het materieel bestanddeel. Indien de verdediging hierop aannemelijk maakt dat er geen sprake is van schuld, dan dient het OM te bewijzen dat deze exceptie niet doeltreffend is.
Het OM moet de onjuistheid bewijzen van een door de beklaagde geloofwaardigheid bevattend aangevoerd feit dat een misdrijf uitsluit of een rechtvaardigingsgrond uitmaakt. Deze regel geldt voor vele excepties zoals rechtvaardigingsgronden, schuldontheffingsgronden, strafuitsluitende verschoningsgronden enz.
Er bestaat een verdeling van de bewijslast voor de in art. 43quater Sw. opgesomde misdrijven. Dit bewijs betreft enkel de omvang van de illegale vermogensvoordelen die in aanmerking komen voor verbeurdverklaring. Het komt erop neer dat wanneer de veroordeelde over een bepaalde periode vermogensvoordelen heeft ontvangen en het OM a.d.h.v. ernstige en concrete aanwijzingen aanvoert dat die voortvloeien uit het misdrijf waarvoor de betrokkene werd veroordeeld of uit identieke feiten, het aan de veroordeelde is om het tegendeel geloofwaardig te maken.

### Bewijsmiddelen
Op voorwaarde dat de wet geen bijzonder bewijsmiddel voorschrijft, staat het de rechter vrij zijn overtuiging te steunen op alle elementen van de zaak.
Soms regelt de wet de bewijsvoering, bijvoorbeeld wanneer het misdrijf verband houdt met de uitvoering van een overeenkomst waarvan het bestaan of de uitlegging betwist wordt, in welk geval de regels van het burgerlijk procesrecht gelden.
In principe moeten onrechtmatig verkregen bewijsmiddelen en bewijsmiddelen die niet aan tegenspraak onderworpen zijn, geweerd worden uit de debatten.

#### Onrechtmatig verkregen bewijs
Onrechtmatig verkregen bewijs is bewijs dat verkregen is door een daad die in strijd is met:
- een materiële wet (bijvoorbeeld de schending van het beroepsgeheim);
- een regel van formeel strafprocesrecht (bijvoorbeeld een huiszoeking zonder huiszoekingsbevel);
- een algemeen rechtsbeginsel (bijvoorbeeld de rechten van verdediging).

Niet enkel het onrechtmatig verkregen bewijs zelf moet worden geweerd, maar ook al het daaruit voortkomend bewijs. Men benoemt dit met het gezegde the fruits of the poisonous tree. Of een bewijs (al dan niet) het gevolg is van een nietig bewijsstuk, behoort toe aan de soevereine beoordeling van de feitenrechter.

##### Evolutie in cassatierechtspraak

###### Eerste fase
In het begin was het Hof van Cassatie van oordeel dat onrechtmatig verkregen bewijs enkel geweerd moest worden indien hetzij de aangever ervan, hetzij de met onderzoek belaste persoon, een misdrijf pleegde om het bewijs te verkrijgen, of het bewijs op een andere wijze onrechtmatig verkreeg. Indien de onrechtmatige verkrijgen van het bewijs werd verwezenlijkt niet met het oogmerk op strafvervolging, kon het onrechtmatig verkregen bewijs ook worden gebruikt.

###### Tweede fase
Later maakte het Hof een onderscheid tussen de aangifte van het misdrijf en het bewijs ervan. Het feit dat de aangever het bewijs in handen kreeg door een onwettigheid, doet geen afbreuk aan het gebruik van nadien bemachtigd rechtmatig bewijs.

###### Derde fase
In deze fase wijzigt de cassatierechtspraak volledig door het Antigoonarrest.
Onrechtmatig verkregen bewijs mag volgens de antigoonrechtspraak worden gebruikt, tenzij:
1. de geschonden norm voorgeschreven was op straffe van nietigheid (het gaat hierbij  om substantiële maar niet op straffe van nietigheid voorgeschreven vormvoorschriften);[13]
2. de begane onrechtmatigheid afbreuk doet aan de geloofwaardigheid van het bewijs (bijvoorbeeld een bekentenis verkregen onder foltering);
3. het recht op een eerlijk proces wordt geschonden.

Bij de beoordeling van de vraag of het recht op een eerlijk proces is geschonden, kan rekening gehouden worden met de volgende gegevens:
- of de overheid de onrechtmatigheid (al dan niet) opzettelijk heeft begaan;
- of de ernst van het misdrijf de ernst van de onrechtmatigheid overstijgt;
- of het onrechtmatig verkregen bewijs enkel betrekking heeft op een materieel element van het bestaan van het misdrijf betreft;
- of het door de overtreden norm beschermde recht (al dan niet) in het gedrang komt door de onrechtmatigheid;[14]
- of het (al dan niet) gaat om een puur formele regel.[15]

Het feit dat de overheid die het bewijs onrechtmatig verkreeg de onrechtmatigheid opzettelijk beging, leidt niet per se tot de nietigheid van het bewijs.

##### Wetgevend
De wetgever greep in op de verwarringscheppende cassatierechtspraak met de Wet van 24 oktober 2013.
Artikel 32 van de Voorafgaande Titel van het Wetboek van Strafvordering luidt thans:

Tot nietigheid van onregelmatig verkregen bewijselement wordt enkel besloten indien:
- de naleving van de betrokken vormvoorwaarden wordt voorgeschreven op straffe van nietigheid, of;
- de begane onregelmatigheid de betrouwbaarheid van het bewijs heeft aangetast, of;
- het gebruik van het bewijs in strijd is met het recht op een eerlijk proces.

Hiermee wordt de antigoonrechtspraak overgenomen.

#### Bewijs in strijd met de regels van de tegenspraak
Het onmiddellijkheidsbeginsel is van toepassing. 
De rechter mag het misdrijf alleen bewezen verklaren op grond van bewijsmiddelen die onderhevig waren aan tegenspraak door de partijen. Hij moet zich steunen op het strafdossier. Hij mag niet oordelen op basis van persoonlijke kennis of op inlichtingen die hij verkreeg buiten de gehoorzaal. Wel mag hij zich steunen op feiten van algemene bekendheid (bijvoorbeeld historische feiten zoals de Tweede Wereldoorlog).

### Bewijswaarde
De bewijswaarde houdt in de mate waarin een bewijsmiddel de rechter overtuigt. De rechter oordeelt onaantastbaar en volgens zijn innerlijke overtuiging over de bewijswaarde. De bewijswaardering is met andere woorden vrij. Hierop bestaan enkele uitzonderingen:
- sommige pv's hebben een bijzondere bewijswaarde: dit houdt in dat deze pv's voor waarheid worden aangenomen tot het tegendeel is bewezen, zoals pv's in het kader van inbreuken op de wegverkeerswet;
- prejudiciële geschillen: het prejudicieel antwoord is, binnen de perken van de gestelde vraag, bindend voor de strafrechter.

### Bewijskracht
De bewijskracht houdt in dat de rechter de inhoud van een geschreven akte niet mag miskennen. Zo mag hij niet zeggen dat een akte A zegt, terwijl de akte eigenlijk B zegt. Hij mag de akte niet doen liegen.
De rechter moet eerbiedigen wat schriftelijk geschreven staat.